# Axel Möller
 Ikke at forveksle med Axel Møller.
Didrik Magnus Axel Möller (født 16. februar 1830 i Sjörup i Skåne, død 25. oktober 1896 i Lund) var en svensk astronom.
Möller studerede i Lund, blev 1851 assistent ved Observatoriet, 1853 docent i astronomi, 1855 observator og 1863 professor i astronomi og direktør for Observatoriet. Möller begyndte sin videnskabelige produktion med afhandlingen Om Lunds Observatoriums longitud (1853) og sin beregning af kometen 1852, III; men mest bekendt blev han ved sin indgående undersøgelse over Fayes Komet, der senere altid benævnes Faye-Møllers komet (Undersökning af Fayeska kometens bana, 1861) og over asteroiden Pandora (Planeten Pandoras rörelse, 1870 og 1871), for hvilke arbejder han 1881 fik det engelske astronomiske selskabs guldmedalje. På det nye observatorium, som Möller grundede, har han anstillet talrige observationer (Planet- och komet-observationer anställda på Lunds observatorium 1867—82 i Acta Universitatis Lundense).